# 2013 у музиці
Ця стаття присвячена музичним подіям 2013 року.

## Річниці
- 25 січня: 75 років з дня народження Володимира Висоцького.
- 11 лютого: 1 рік з дня смерті американської співачки Вітні Х'юстон.
- 13 лютого: 130 років з дня смерті німецького композитора Ріхарда Вагнера.
- 14 лютого: 200-річчя з дня народження російського композитора Олександра Даргомижського.
- 16 лютого: 200-річчя з дня народження українського співака і композитора Семена Гулака-Артемовського.
- 5 березня: 60 років з дня смерті радянського композитора Сергія Прокоф'єва.
- 14 березня: 30 років з дня заснування Bon Jovi.[1]
- 28 березня: 70 років з дня смерті російського композитора Сергія Рахманіна.
- 1 квітня: 140 років з дня народження російського композитора Сергія Рахманіна.
- 4 квітня: 60 років з дня народження американської співачки українського походження Квітки Цісик.
- 22 травня: 200-річчя з дня народження німецького композитора Ріхарда Вагнера.
- 9 серпня: 50 років з дня народження американської співачки Вітні Х'юстон.
- 10 жовтня: 200-річчя з дня народження італійського композитора Джузеппе Верді.
- 1 грудня: 100-річчя з дня народження українського композитора Георгія Майбороди.

## Події
- 10 лютого: 55-та церемонія «Греммі» (Лос-Анжелес).[2]
- 20 лютого: 33-тя церемонія Brit Awards (Лондон).[3]
- 27 лютого: церемонія вручення нагород NME Awards.
- 14-18 травня: Пісенний конкурс Євробачення 2013.
- 26-30 червня: Ґластонберський фестиваль
- 26 вересня — 13 жовтня: ХХ Міжнародний музичний фестиваль "Харківські асамблеї"
- 27 вересня - 10 жовтня: ХІ Музичний фестиваль ім. Кароля Шимановського у Кіровограді. [4]

## Концерти в Україні
- 15 лютого: концерт британської скрипальки Ванесси Мей у Києві[5][6].
- 22 лютого: концерт гурту Дискотека Авария в Києві у Crystal hall[7].
- 18 березня: сольний концерт американського поп-виконавця Адама Ламберта в Києві у Палаці Спорту[8][9].
- 9-25 квітня: концертний тур російської співачки Земфіри в Україні[10], (9 квітня - Одеса, Палац Спорту; 11 квітня - Київ, Палац Спорту; 13 квітня - Дніпропетровськ, СК "Метеор"; 23 квітня - Харків, Палац Спорту; 25 квітня - Донецьк, ДС "Дружба")[11].
- 19 травня - 28 вересня: стадіонний концертний тур гурту Океан Ельзи 27 містами України на підтримку 8-ї студійної платівки[12]. (прелік міст).
- 30 травня: концерт Джо Кокера у Києві у палаці "Україна"[13].
- Літо 2013 (точна дата не відома): концерт німецького гурту Rammstein на підтримку збірки хітів Rammstein «Made in Germany 1995–2011». Точна дата та місце проведення поки невідоме.[13]
- 4 червня: виступ британського колективу The Prodigy у столичному “Палаці Спорту”[14].
- 10 червня: концерт Лани Дель Рей в Києві у палаці мистецтв "Україна"[15].
- 13-16 червня: третій міжнародний джазовий фестиваль Alfa Jazz Fest у Львові, в рамках якого виступить американський джазмен Боббі Макферрін[16].
- 29 червня: виступ британського гурту Depeche Mode в Києві на НСК "Олімпійський"[17].
- 2 липня: концерт американського гурту The Killers у київському “Палаці Спорту”[18].
- 5, 7, 9 жовтня: виступи британського гурту Hurts у Києві, Одесі та Харкові відповідно[19].

## Засновані колективи
- BTS
- N.Flying
- ONUKA

## Померли

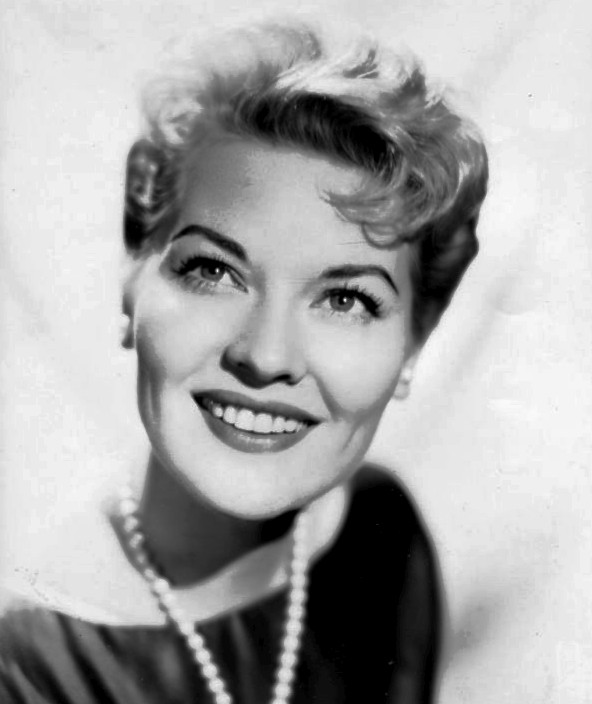
Патті Пейдж (1927–2013)

- 1 січня: Патті Пейдж, американська співачка.
- 10 січня: Клод Нобс, швейцарський музикант.
- 27 січня: Фам Дуй[en], в'єтнамський композитор.
- 30 січня: Патриція Ендрюс, американська співачка.
- 3 лютого: Фельцман Оскар Борисович, радянський і російський композитор.
- 4 лютого: Реґ Преслі[en], англійський співак.
- 8 лютого: Турянин Федір Васильович, український музикант.
- 11 лютого: Масленнікова Ірина Іванівна, радянська оперна співачка.
- 16 лютого: Тоні Шерідан, британський співак, автор пісень, гітарист.
- 17 лютого: Мінді МакКріді, американська кантрі співачка.
- 8 березня: Пахоменко Марія Леонідівна, радянська і російська естрадна співачка.
- 12 червня: Арканова Валентина Федорівна, оперна співачка, педагог, народна артистка України.